# Calle San Martín (Tafí Viejo)
La Calle General José de San Martín es una calle de Tafí Viejo, Tucumán, Argentina. Se extiende desde la avenida Leandro Alem hasta avenida del Perú Sud, siendo semipeatonal entre avenida Alem y Monteagudo.

## Historia
La calle fue trazada con la creación de la ciudad en 1900, transformándose en una arteria comercial en las siguientes décadas y con la creación del Mercado Municipal de Tafí Viejo. Este mercado fue inaugurado en 1940 y cerrado en 1994 tras años de abandono, por lo cual decayó el carácter comercial de la calle.
En 2021, en marco de la remodelación de la avenida Alem y la reconstrucción del Mercado Municipal, se realizaron obras de revalorización de la calle en el tramo hasta el mercado. Los trabajos, que incluyeron el ensanche de las veredas, reemplazar el asfalto con adoquines y la instalación de nuevo mobiliario urbano e iluminación led, fueron inaugurados el 5 de abril de 2023 junto a la avenida Alem.

## Sitios de interés
A lo largo de esta calle se desarrollan varios lugares de interés y emblemáticos:
- Secretaría de Desarrollo y Planeamiento Urbano de Tafí Viejo
- Mercado Municipal de Tafí Viejo
- Plaza Mitre
- Escuela Especial San Miguel Arcángel